# A Hold udvara
A Hold udvara a tízből az első kötete a kanadai Steven Erikson által írt epikus fantasy sorozatnak, A Malazai Bukottak könyvének regéjének. Először 1999-ben került kiadásra és jelölték a World Fantasy díjra.
A sorozat különböző hatalmi harcokat ír le egy világban, amelyet a Malaza Birodalom ural. Nevezetes a mágia használat miatt, valamint szokatlan cselekményeiről. A kötet a birodalmi hadjáratra, a Genabackis kontinensen található Darujhisztán elfoglalására koncentrál.

## A cselekmény
|  | Alább a cselekmény részletei következnek! |

A regény a Malaza Birodalom 96. évében kezdődik, Kellanved Császár uralkodásának utolsó évében. A fiatal Ganoes Paran látja a tisztogatásokat Malaz városi Egeres negyedében, ahol Komor, a Birodalom titkosszolgálata, a Karmosok vezetője felkeresi és kivégzi a bejegyzetlen varázslókat. Paran szem- és fültanúja lesz Komor (immáron Laseennek nevezteti magát, ami napaniul Trónfosztót jelent) és Pálinkás (a Malaza Harmadik Hadtest parancsnoka) beszélgetésének, ahol bebizonyosodik, mennyire utálják egymást. Paran katona akar lenni, amikor felnő, és ennek Pálinkás nem örül.
Hét év telik el. Kiderül, hogy a Császárt és társát Táncost, a merénylőt, meggyilkolták, és most Laseen ül a trónon. Ám Kellanved és Táncos halála után, két új Előd (kisebbfajta isten) jelenik meg a pantheonban, Ammanas (Árnytövis) és Cotillion (A Kötél), akik megszerezték az Árnyak Háza felett az irányítást. Hamar kiderül, hogy Ammanas és Cotillion szeret borsot törni Laseen orra alá. Cotillion megszállja egy Itko Kan-i halászlány testét, és csatlakozik a Malaza sereghez, méghozzá a Második Hadtesthez amely akkor Genabackison harcol. Ammanas elereszti a félelmetes Árnyak Kopóit, hogy lemészároljanak egy közeli Malaz lovasszázadot, hogy elvonják a figyelmet a környéken történt varázslatról (Cotillion egy varázslat segítségével vette birtokba a halászlány testét). Árva Végrehajtót, a Császárnő jobbkezét küldik a helyszínre, aki rájön a turpisságra, és személyes parancsnoksága alá veszi Ganoes Paran kapitányt, hogy segítsen előkeríteni a hiányzó halászlányt.
Még két év telik el. A Malaza Második Hadtest Palást ostromolja, a maradék két szabad várost a tízből mely Genabackison ellenáll még a malaza hatalomnak. Palás kitart a Fürkész Anomanderrel, a Hold Szülötte (egy lebegő erőd) Tiste Andii urával és az ő szövetségeseivel, K’azz D’avore herceggel a Bíborseregtől, és a hatalmas hadúrral, Caladan Brooddal, és az ő zsoldosaival kötött szövetségnek köszönhetően. D’Avore, Brood és csapataik északra kényszerültek, mivel a malaza Ötödik ismételten megpróbálta elfoglalni a Feketekutya Erdőt, így Fürkész sebezhetővé vált. Ám Tajszkrenn kihasználja a Hold Szülötte elleni mágikus támadást hogy kiiktassa két másik Főmágus társát a háromból, Éjsötétet és A’Karonys-t. A mágikus viharban részt vevő malaza mágusokból csak Tajszkrenn és Szélfogó marad életben, a Második harcimágusainak vezetője. Tajszkrenn tudtán kívül a Hídégetőknek (egy elit – jelenleg – utász alakulat, melynek a híres Pálinkás őrmester a parancsnoka) sikerül egy mágust megmenteniük azzal, hogy lelkét átköltöztetik félbetépett testéből egy marionett bábuba. Szélfogó beleegyezik, hogy segít nekik nyilvánosságra hozni Tajszkrenn árulását.
A Hold Szülötte elmenekül a csatából és délnek indul. Palás elesik, és a malazák szövetségesei, a Moranthok (lőszerek feltalálói, és szolgáltatói) kifosztják a várost. Dujek Legfőbb Ököl elküldi a Hídégetőket Darujhisztánba, az utolsó Szabad Városba, hogy előkészítsék a terepet a malaza hódításhoz. Az újonnan előléptetett Ganoes Paran megérkezik, hogy átvegye a Hídégetők irányítását, de érkezését követően majdnem meg is ölik. Csodával határos módon Oponn, a szerencse istene közbelép és elrendezi, hogy Paran feléledjen. Szélfogó marad Parannal míg felépül, ezután különböző időpontokban a Hídégetők után indulnak. Szélfogót letartóztatja Bellurdan a néhai Éjsötét szeretője, de egy Fogó által keltett mágikus robbanásban mindketten meghalnak. Ezalatt Paranhoz csatlakozik a tapasztalt katona, és Karmos Ifjabb Tok, és együtt mennek tovább dél felé. Tok megsebesül a Sokfürt nevű babával való harcban és egy Üregbe kerül (más dimenzióban létező mágikus birodalom ld.: Mágia) Sokfürtöt megöli az Árnyak egyik Kopója. Mind Fürkész Anomandert, mind Árnytövist odavonzza az ütközet. Egy feszült beszélgetés után Árnytövis beleegyezik, hogy Cotillion szüntesse meg a halászlány feletti hatalmát.
Árva a Császárnő személyes megbízásából érkezik Genabackisra, és a küldetés részeként a Gadrobi-dombsághoz kell utazzon, Darujhisztántól keletre. Küldetése során csatlakozik hozzá Onos T’oolan (becenevén ’Túl’), egy T’lan Imass harcos. A Imassok az emberi faj ősei voltak, akik egy, az egész fajra kiterjedő rituálét hajtottak végre mely során mindegyikük élőhalottá vált, ez volt a Tellan Rituálé. Így, hogy már élőhalottak, megesküdhettek, hogy nem nyugszanak amíg a Jaghuták maradékát is kiirtják, akik közül sokan még mindig bujdosnak. A Császár elnyerte az Imassok szövetségét, de ők halálakor elhagyták a Birodalmat. Túl elmondja, hogy sokan az Imassok közül a Hétvárostól nyugatra fekvő földekre mentek, hogy kiirtsák az ott felfedezett Jaghuta csoportot. Egy másik Imass klán pedig, akikről a Birodalom eddig nem tudott, ismeretlen okokból éppen Genabackis felé tartanak.
Darujhisztánban a Főnix Fogadó törzsvendégeinek egy csoportja bonyolult események hálójába keveredett. A helyi bérgyilkos liga tagjait sorjában irtják ki Fürkész szolgálatában álló Tiste Andii ügynökök, akik elszántan próbálják megakadályozni a Császárnő kedvelt hódítási módszerét (felbérelni a helyi ligát, hogy kiiktassa a kormányzókat és a mágusokat). Egy Sáfrány nevű tolvaj beleszeret egy nemesi származású lányba, ám nem sikerül elnyernie szívét. Egy másik nemes, név szerint Balek a sárga földig issza magát, miután elárulta és csődbe taszította egy Simtal nevű hölgy, aki immáron Balek házában lakik, és Balek vagyonának új tulajdonosa. Egy Relik Nom nevű bérgyilkos egy merész terv közepén találja magát, ami vissza akarja szerezni Balek vagyonát. Kruppét, a csapat legbizarrabb tagját viszont egy Ősi Isten látogatja meg álmaiban…
Egy hatalmas alkimistát, Barukot meglátogatja Fürkész Anomander. Baruk beleegyezik, hogy Darujhisztán szövetségre lépjen a Hold Szülöttével (Baruk a városi mágusok tanácsának egy befolyásos tagja) cserébe viszont kiadja Fürkésznek Palás varázslóit akik elszöktek a Palási csatából, ezáltal elárulva Fürkészt.
A Hídégetők beszivárognak a városba, és magukat munkásoknak kiadva elkezdik a város utcáit robbanóanyagokkal aláásni. A csapat legnyugtalanítóbb tagja, egy fiatal lány, Siralom benéz a Főnix Fogadóba, ahol elnyeri a szerelmi bánatban szenvedő Sáfrány tetszését. Ám sajnos hamarosan eltűnik a városból. A Főnix Fogadó törzsvendégei Kruppe tanácsára kimennek a Gadrobi dombokhoz, mivel Kruppe szerint valami furcsa történik ott.
Kiderül, hogy Árva és Túl egy fel akarják ébreszteni Raest-et, egy Jaghuta Zsarnokot, aki a várostól keletre fekvő dombokban van bebörtönözve. A terv az, hogy az egyetlen ember aki le tudja győzni Raestet az Fürkész, így ő kénytelen lesz szembeszegülni vele, és ezáltal le akarják legyengíteni, annyira, hogy a Birodalom erői le tudják győzni. Az ásatás során Árva súlyosan megsebesíti Baleket (aki épp arra járt társaival). Siralom is feltűnik, de Cotillion már nem birtokolja ekkor, a korábbi Fürkész Anomander – Ammanas találkozónak köszönhetően. Sáfrány szárnya alá veszi a traumán átesett lányt, és együtt visszatérnek a városba. Később Balekre rátalál Paran, és ők is a város felé veszik útjukat. Árva, aki felesküdött, hogy megöli a megszállt Siralomot, és Oponn kiválasztottját Sáfrányt, végzetes sebeket kap Lazúr tizedes kardjaitól, a Bíborsereg egyik harcosától.
Az események a csúcspontra hágnak a Lady Simtal és jelenlegi szeretője, Turban Orr tanácstag által rendezett estélyen. Turban Orr meghal egy Relik Nommal vívott párbajban, Lady Simtal pedig csődbe megy, miután a tanáccsal közölnek néhány felfedezést. Balek visszakapja tulajdonát és vagyonát. A Hídégetők rájönnek valamire, és végül nem robbantják fel a városban elásott robbanóanyagokat.
Raest felébred, és Darujhisztán felé indul. Ámde hatalma korlátozott marad, mivel Árva és Túl elvette a Raest Fortélyát, egy Jaghuta hatalmi tárgyat, melyben az erejük egy részét tárolják. Ketten elvitték a Fortélyt Lady Simtal kertjébe egy makk formájában. Raestet Fürkész parancsára megtámadja négy fekete lélekvesztett sárkány (a lélekvesztett az alakváltás egy formája), és egy ötödik, vörös sárkány, Silanah. Habár Raest visszaveri őket, teste akkora sérüléseket szenvedett, hogy kénytelen azt elhagyni. K’rul érkezik, hogy elvigye Raestet az ő álomvilágába (vagy bármi legyen is az, mivel ez soha nem lett tisztázva), de Raest megérzi, hogy a városban egy halandó varázsló megnyitja üregét. Ő Mammot, Sáfrány nagybátyja. A nyitott Üreg Raest számára lehetővé teszi, hogy birtokba vegye a varázsló testét és folytassa a pusztítást a városban, mígnem halandó testét egy Hídegető utász, Sunyi által kilőtt Moranth muníciók miszlikre nem szaggatják. Raest lelkét egy nagyhatalmú mágikus erő börtönzi be, ugyanaz, ami Lady Simtal kertjében létrejött, hogy elnyelje Raest Fortélyát. Kiderül, hogy egy Azath Ház nőtt ki a földből Lady Simtal kertjében. Az Azath egy egy felettébb rejtélyes erő, amelyet a nagy hatalom forrásai vonzanak és mindent bebörtönöz, ami felborítaná a világ egyensúlyát.
Ugyanekkor Fürkész Anomandert egy démonkirály támadja meg, melyet Tajszkrenn Főmágus idézett meg, és rakott egy üvegbe, majd odaadta Árva Végrehajtónak. Fürkész megöli a démonkirályt a Dragnipur nevű kardjával, és csak egy kisebb sérülést szerez az ütközetben.
Ahogy a regény végére érünk, Sáfrány, egy Muzsikus nevű Hídégető, és a Hídégetők merénylője, Kalam vállalkozik, hogy visszakíséri a néhai Siralomot (mostani nevén Apsalart) szülőföldjére, Itko Kanba, és elindulnak (ez a szál a Tremorlor kapuja-ban folytatódik). Ezalatt a Második Hadtest fellázadt Laseen egyre irreálisabb parancsai ellen. Mostani nevén Félkarú Serege, a Második Hadtest fegyverszünetet kér a Tiste Andiik és a Bíborsereggel szemben. Dujek meg van győződve, hogy a Pannioni Látó Szent Háborút hirdetett ki, és akinek birodalma rohamosan terjed délkelet Genabackison. Darujhisztán kikerülte a malaza hódítást mostanra, de veszélyes lehet rá nézve ez az új fenyegetés. Ez és más cselekményszálak A jég emlékezete c. regényben folytatódnak.
|  | Itt a vége a cselekmény részletezésének! |

## Szereplők

### Malazák
Félkarú seregei
- Szélfogó, a Második Hadtest varázslónője
- Gömbsüveg, a Második Hadtest harci mágusa
- Ifjabb Tok, a Második Hadtest felderítője, Karmos

A Hídégetők
- Pálinkás ősmester, Kilencedik osztag, a Harmadik Hadtest egykori vezetője, kapitány lesz
- Kalam tizedes, Kilencedik osztag, egykor Hétvárosi Karmos, bérgyilkos
- Fürge Ben, Kilencedik osztag, egykor Hétvárosi mágus, méltó ellenfele a Nyomorék Istennek
- Siralom, Kilencedik osztag, vérszomjas gyilkos egy fiatal lány bőrében
- Sunyi, Kilencedik osztag, utász
- Muzsikus, Kilencedik osztag utász
- Ügető, Kilencedik osztag, barghaszt harcos
- Kalapács, Kilencedik osztag, gyógyító
- Hangyás őrmester, Hetedik osztag
- Csákány, Hetedik osztag

A Birodalom vezetősége
- Stabro Ganoes Paran, a Malaza Birodalom nemesi származású katonatisztje
- Félkarú Dujek, Legfelsőbb Ököl, Malaza Hadsereg, Genabackis-hadjárat
- Tajszkrenn, a Császárnő mágusa
- Éjsötét, a Császárnő mágusa
- A’Karonys, a Császárnő mágusa
- Árva, a Császárnő Végrehajtója
- Cilinder, a Karmosok vezetője
- Laseen Császárnő, a Malaza Birodalom uralkodója

Paran-ház (Unta)
- Tavore, Ganoes idősebbik húga
- Felisin, Ganoes ifjabb húga
- Gamet, Háziőr, veterán harcos

A Császár emberei
- Kellanved Császár, a Birodalom alapítója, Laseen megölette
- Táncos, a Császár legfőbb tanácsadója, Laseen megölette
- Komor, Laseen régi neve, a Karmosok vezetője a Császár uralkodása alatt

### Darujhisztán
A Főnix Fogadó törzsvendégei
- Kruppe, egy kétes hírű férfi
- Gyorskezű Sáfrány, egy fiatal tolvaj
- Relik Nom, a Liga egyik bérgyilkosa
- Balek, egy részeges törzsvendég

és még mások…
A T’Orrud titkos szövetség
- Baruk, Legfőbb Alkimista
- Mammot, D’riss főpapja, jeles tudós, Sáfrány nagybátyja

és még mások…
A Városi Tanács
- Turban Orr, nagy hatalmú tanácstag, Simtal szeretője
- Simtal, a Simtal-ház asszonya

és mások…
Bérgyilkosok Ligája
- Örvény, a Liga Vezetőnője, más néven a Bérgyilkosok Mestere
- Párduc, Relik Nom klánjának vezére

és mások…
A város egyéb erői
- Az Angolna, legendás kémfőnök
- A Kör Megszakítója, az Angolna egyik ügynöke

### Egyéb szereplők
Tiste Andiik
- Fürkész Anomander, a Hold Szülöttének ura
- Serrat, Fürkész helyettese
- Korlat, éjszakai vadász, Serrat vérrokona
- Orfantal, éjszakai vadász
- Horult, éjszakai vadász

T’lan Imassok
- Logros, Klánvezér
- Onos T’oolan, más néven Túlazon, egy klán nélküli harcos

és mások…
Egyéb
- Silanah, Eleint, Fürkész Anomander társa
- Raest, jaghuta zsarnok
- K’rul, Ősi Isten
- Oponn, a Szerencse kétoldalú istene
- Caladan Brood, a hadúr
- K’azz D’Avore herceg, a Bíborsereg parancsnoka
- Lazúr tizedes, Hatodik Kard a Bíborseregben
- Szilaj, az Árnyak egyik Kopója
- Árnytövis/Ammanas, az Árnyak Üregének ura
- A Kötél/Cotillion, Árnytövis társa, a Bérgyilkosok Patrónusa
- Pannioni Látó, a Pannioni Birodalom ura

és mások

## Hibák a könyvben
Annak ellenére, hogy 1999-ben adták ki először a regényt, 1991–92-ben írta meg Erikson, nyolc évvel korábban a sorozat következő része előtt, így kisebb eltérések találhatóak az első és az azt követő regényekben. Ezek a következők: Orfantal, az egyik Tiste Andii, A Hold udvara és A jég emlékezete közt nemet cserél, és a rituálé előtt a T’lan Imassokra T’lan-ként hivatkoznak, míg a helyes név Imass lenne. Más hibák általában túl kicsik ahhoz, hogy aggódni kelljen miattuk. Az előbbi hiba ki lett javítva az amerikai kiadásban, míg az utóbbi nem.
Egy másik kellemetlenség, habár nem hiba, szintén A Hold udvara és A jég emlékezete közt lép fel. A Hold udvarában, Dujek Másodikja az Ötödikkel egyesül a Feketekutya Hadműveletből. A jég emlékezete viszont a sereget egy egységgé összeszokott, Dujeket vakon követő seregként írja le, pedig soha nem harcoltak együtt.

## Magyarul
- A hold udvara. A malazai bukottak könyvének regéje; ford. Fehér Fatime; Alexandra, Pécs, 2003

## Fordítás
- Ez a szócikk részben vagy egészben  a   Gardens of the Moon című angol Wikipédia-szócikk ezen változatának fordításán alapul.  Az eredeti cikk szerkesztőit annak laptörténete sorolja fel. Ez a jelzés csupán a megfogalmazás eredetét és a szerzői jogokat jelzi, nem szolgál a cikkben szereplő információk forrásmegjelöléseként.